# مجلة العندليب
مجلة العندليب هي مجلة للأطفال تصدرها جمعية تنمية التعاون المدرسي التابعة لوزارة التربية الوطنية بالمغرب.

## تاريخ المجلة
صدر أول عدد من المجلة سنة 1975 كمحاولة لإغناء ثقافة الطفل من خلال النهوض بالإعلام التربوي. إلا أن الإصدارات توقفت سنة 2007 لتعود المجلة من جديد في 2015.

## وصف المجلة
تستمد المجلة اسمها من طائر العندليب الذي يستخدم شعارا لها، طبعت المجلة في الأول بالأسود والأبيض لتنتقل تدريجيا لاستخدام الألوان، صفحاتها من الحجم A4، وتضم مقتطفات من مساهمات الأطفال باللغة العربية وأحيانا بالفرنسية، كما تحتوي على مجموعة من الأبواب التابثة منها:
- تقديم
- قصة العدد
- شخصية العدد
- إسلاميات
- في المعمل التربوي
- إعرف بلادك
- مسابقة العدد
- أضف إلى معلوماتك
- تسل مع العندليب
- ركن التعارف
- قصص مصورة
وتوزيع في المدارس العمومية والخاصة كذلك. وتميز العدد 86 الصادر في أواخر 2015 بإرفاقه بقرص مدمج يضم كافة الأعداد السابقة، وحدد ثمن العدد مع القرص في 6 دراهم بالنسبة للمدارس العمومية و10 دراهم للمدارس الخاصة.